# 眩しいDNAだけ
「眩しいDNAだけ」（まぶしいDNAだけ）は、ずっと真夜中でいいのに。の楽曲。4作目のデジタル配信限定シングルとしてEMI Recordsより2019年2月27日に各音楽配信サービスにてリリースされた。

## 概要
- 前作『サターン』から約3か月ぶりの配信リリースとなった。
- 配信開始前の2019年2月5日にミュージックビデオが公開された[2]。
- 2019年10月30日発売されたフルアルバム『潜潜話』にも収録されている[3][4]。

## 収録内容
| #         | タイトル          | 作詞・作曲 | 編曲      | 時間 |
| --------- | ----------------- | ---------- | --------- | ---- |
| 1.        | 「眩しいDNAだけ」 | ACAね      | ぬゆり    | 3:47 |
| 合計時間: | 合計時間:         | 合計時間:  | 合計時間: | 3:47 |

## 収録アルバム
- 今は今で誓いは笑みで (#6)
- 潜潜話 (#8)